# 浦山明俊
浦山 明俊（うらやま あきとし、1958年 - ）は、日本の作家、文筆家。医療ジャーナリスト。有限会社イン－ストック取締役社長。
東京・浅草生まれ。國學院大學卒。『週刊朝日』記者などを経て独立、ノンフィクション作品、小説などを書く。

## 経歴
1958年12月1日　東京浅草生まれ　浅草神社で明俊と命名される。
荒川区立第六瑞光小学校卒。
担任教師に代わって、教壇に立ち同級生に国語の授業をするなど、文科系に秀でていた小学生時代を過ごす。
台東区立下谷中学校卒。3年生のときの担任教師が国語の教諭であり「将来は作家を目指せ」と激励を受ける。
都立全寮制秋川高校10期生として卒。イギリスの全寮制名門校イートン・カレッジをモデルとした男子校であった。
同級生には官僚や、商社などの海外赴任からの帰国男子が多く、思想、人格形成に多大な影響を受ける。
國學院大學卒。
同大学の必須科目である神道に触れたことから、陰陽道を独学で学習。後の陰陽師としての活躍につながる。
20歳から作詞家として活動。内藤やす子などに歌詞を提供する。
しかし作詞家として収入を上げられず、挫折。
27歳でジャーナリスト集団『イン－ストック』を立ち上げる。文京区本郷三丁目の事務所は高校時代の同級生の写真家のスタジオの間借りから始まった。この頃から弟子を受け入れ、マスコミ業界への人材育成を始める。弟子には作家、ジャーナリスト、編集者、ウェブデザイナーなどの職に就いた者が多い。指導を受けた門下生のなかには、直木賞作家の桜庭一樹、ノンフィクション作家の佐宮圭、ジャーナリストの小神野真弘らがいる。29歳でイン－ストックの事務所を文京区湯島に移転。2000年１月、42歳の時に有限会社イン－ストックとして登記。2008年、台東区東上野に会社を移転。
35歳で、平凡社の女性編集者と結婚。40歳で離婚して以来、現在まで独身。子どもはいない。

## 実績
25歳から、朝日新聞社『週刊朝日』の記者として、人気コーナーのデキゴトロジーやグラビアページなどの取材執筆を担当する。同誌で80年代の国民病として浮上し社会問題になった花粉症の連載を担当したことから、医師、医療機関、薬局、製薬企業、患者会などとの人脈を築く。
その後も医療記事を担当することが多く、後の医療ジャーナリストとしての活躍につながる。
ノンフィクション作品
昭和63年9月に『スーパービジネスマンのマンガ活用術』（ワコー）をイン－ストック名義で執筆出版、1999年8月に『原点アンデルセン童話』（ぶんか社）、『イヌはいかにして愛を語り合うか』（ぶんか社）、『今度こそ治る関節リウマチ』（朝日新聞社）2001年12月、『心に響く日本語の手紙』（朝日新聞社）2002年８月、『常識の壁』（ノースランド出版）2003年10月、『ビジネス常識力アップ』（芸文社）2003年12月、『神社のしきたり日本人ならおさえておきたいルール』（角川マガジンズ）2007年11月、『神社とご利益』（角川SSC新書）2007年12月
小説作品
2006年3月、48歳のとき『東京百鬼』（祥伝社）で小説家デビュー。現代の陰陽師の活躍を描く癒やし系冒険小説。続編の『鬼が哭く』（祥伝社）、『花心の都』（祥伝社）、『夢魔の街』（祥伝社）の他、時代小説『噺家侍』（祥伝社）、『かたるかたり』（廣済堂出版）などを執筆する。医療ジャーナリストであることから、小説作品には脇役として必ず医者が登場する。
医療ジャーナリスト
1988年『週刊朝日』に花粉症の連載記事を執筆。それまで日本では発症率が低かった季節性急性アレルギー性鼻炎がどうして、国民病と呼ばれるほどに拡大したのかを追跡取材した。
花粉症に続いて、アトピー性皮膚炎をはじめとする免疫系疾患の取材を続た。1991年から学研の月刊ウータンで、『今「子供」が危ない』の連載がスタートする。アレルギー性疾患、アトピー性疾患に詳しいジャーナリストとしての執筆要請だった。子供を取り巻く疾病を取材し続ける課程で、小児科、内科、皮膚科、外科、耳鼻科、眼科、整形外科、心療内科、精神科における人脈ネットワークを広げる。1992年から同誌で『今赤ちゃんが危ない』の連載がスタートした。
2002年『週刊朝日』『ウータン』の取材を通じて知古を得た、東京慈恵会医科大学精神科の医局から、同医局の百周年記念誌の制作を依頼され、およそ1年間をかけて取材、執筆、編纂にあたる（2003年12月制作イン－ストックとして発刊）。医療機関、製薬企業、医療専門誌、患者団体、生保企業などからの依頼を受けて、パンフレット制作、ウェブマガジンへの寄稿、講演などで活躍している。

## 著書
- 絵本とは違いすぎる原典アンデルセン童話 ぶんか社 1999.8
- イヌはいかにして愛を語り合うか。 ぶんか社 1999.8
- こんどこそ治る!関節リウマチ / 山内リカ共著 朝日新聞社 2001.12
- 心にひびく日本語の手紙 編 朝日新聞社 2002.8
- ビジネス常識力アップ200問  芸文社 2003.12
- 東京百鬼 陰陽師・石田千尋の事件簿 2006.3 (祥伝社文庫)
- 鬼が哭く 陰陽師・石田千尋の事件簿 2006.10 (祥伝社文庫)
- 神社のしきたり 日本人ならおさえておきたいルール 角川マガジンズ 2007.11
- 神社とご利益 2007.12 (角川SSC新書)
- 噺家侍 円朝捕物咄 2008.6 (祥伝社文庫)
- 花神の都 陰陽師・石田千尋の事件簿 2009.10 (祥伝社文庫)
- 夢魔の街 陰陽師・石田千尋の事件簿 2011.12 (祥伝社文庫)
- かたるかたり 志ん輔出世噺 2013.10（廣済堂文庫）

## 参考
- http://bookweb.kinokuniya.co.jp/htm/4396334346.html
- 浦山 明俊 公式HP作家/医療ジャーナリスト/メディア対策コンサルタント

| スタブアイコン | サブスタブ | この項目は、まだ閲覧者の調べものの参照としては役立たない、文人（小説家・詩人・歌人・俳人・作詞家・作家・放送作家・随筆家（コラムニスト）・文芸評論家）に関連した書きかけの項目です。この項目を加筆・訂正などしてくださる協力者を求めています（P:文学/PJ:作家）。 |